# Florence Faivre
Florence Vanida Faivre (Bangkok, 8 giugno 1983) è un'attrice e modella thailandese.
Ha iniziato la sua carriera come conduttrice televisiva adolescente in Thailandia, e successivamente si è ramificata nel settore della moda e nella recitazione, facendo il suo debutto cinematografico nel film del 2004 The Siam Renaissance. Successivamente si è trasferita negli Stati Uniti ed è apparsa in diversi film e serie televisive. È di origine francese e thailandese.

## Vita e opere
Faivre è nata a Bangkok da padre francese e madre thailandese. È cresciuta ad Aix-en-Provence in Francia e si è trasferita con la sua famiglia in Thailandia quando aveva otto anni. A tredici anni ha iniziato a lavorare come conduttrice televisiva per Teen Talk e E for Teen. Un anno dopo, ha iniziato a lavorare come modella.
Dopo essersi diplomata al liceo in Thailandia, è stata scelta per interpretare Maneechan, il personaggio principale di The Siam Renaissance, un adattamento cinematografico del 2004 del romanzo Thawiphop. Il film era a quel tempo "la seconda più grande produzione thailandese di sempre". [2] Faivre è stata nominata per il Suphannahong Award come migliore attrice, ma non ha vinto. [3]
Successivamente Faivre si è trasferita a New York, dove inizialmente si è concentrata sulla moda. [3] Da allora è apparsa in diverse serie televisive e film. [2] John Anderson di Variety ha elogiato la sua interpretazione in The Elephant King, altrimenti scarsamente accolto, anticipando "una carriera promettente, non solo per la sua bellezza statuaria ma per la sua capacità di affrontare un ruolo e un personaggio irto di contraddizioni e banchi morali". [4]
Faivre ha recitato in diverse serie TV, tra cui How to Make It in America e The Following, prima di ottenere un ruolo importante in The Expanse, un thriller di fantascienza. [5] Il primo episodio dello spettacolo si è aperto con una ripresa di Faivre che fluttua senza peso attraverso un'astronave. [6] Il personaggio di Faivre, Julie Mao, "una donna intelligente e ribelle proveniente da una famiglia benestante che sceglie una vita basata sui principi di difficoltà e viene coinvolta in attività politicamente sovversive", [5] era una regolare nelle stagioni 1 e 2, tornando per un'apparizione come ospite nella stagione 3.
Nella quinta stagione di Agents of S.H.I.E.L.D. (2017-2018), Faivre ha avuto un ruolo ricorrente come "il potente guerriero Kree Sinara che abbatte la gente con un duo di sfere di metallo". [2]

## Filmografia
| Year | Title                    | Role          | Notes                                                                  |
| ---- | ------------------------ | ------------- | ---------------------------------------------------------------------- |
| 2004 | The Siam Renaissance     | Maneechan     | Nominated for the Suphannahong Award for best actress[citation needed] |
| 2005 | Chok-Dee                 | Kim           |                                                                        |
| 2006 | The Elephant King        | Lek           |                                                                        |
| 2008 | La bara                  | L'amica di Su |                                                                        |
| 2009 | Giver Taker Heartbreaker | Charlotte     |                                                                        |
| 2018 | Sad Beauty               | Yo            | Nominated for the Suphannahong Award for best actress                  |
| 2019 | The Assent               | Dr. Maya      |                                                                        |

| Year      | Title                     | Role             | Notes                   |
| --------- | ------------------------- | ---------------- | ----------------------- |
| 2009      | Kings                     | Hot Secretary    | 2 Episodes              |
| 2010      | How to Make It in America | Celine           | Episodio: "Crisp"       |
| 2014      | The Following             | Serena           | Episodio: Libertà       |
| 2014      | Alpha House               | Teata Takaria    | Episodio: "The Contest" |
| 2015–2018 | The Expanse               | Julie Mao        | 9 episodi               |
| 2017      | Time After Time           | Unknown          | Episodio: "Pilot"       |
| 2017      | Bull                      | Claudine Caffrey | Episode: "Bring it On"  |
| 2017–2018 | Agents of S.H.I.E.L.D.    | Sinara           | 8 episodi               |